# Poppy Drayton
Pour les articles homonymes, voir Drayton.
Poppy Drayton est une actrice britannique, née le 7 juin 1991 dans le Surrey en Angleterre au Royaume-Uni.

## Biographie
Poppy Drayton est née dans le Surrey au Royaume-Uni. Elle suit une formation à l'Arts Educational School de Chiswick.

## Carrière
Elle débute en 2013 avec le téléfilm Le cœur a ses raisons : Le Journal d'une institutrice où elle interprète Elizabeth Thatcher, une institutrice d'école. Toujours en 2013, elle fait une apparition dans l'épisode spécial de Noël de la série britannique Downton Abbey.
En 2014, elle joue à Londres la pièce de théâtre The Green Bay Tree (en).
En 2014, elle joue le rôle de Cordelia dans la série Plebs, saison 2 épisode 7.
En 2016, elle tient le premier rôle dans la série Les Chroniques de Shannara, diffusée sur MTV et MTV Canada, en interprétant Amberle Elessedil.

## Filmographie

### Cinéma

#### Longs métrages
- 2014 : Down Dog de Andres Dussan : Amy
- 2015 : Writers Retreat de Diego Rocha : Jo
- 2015 : Unhallowed Ground de Russell England : Verity Wickes
- 2018 : La Petite Sirène (The Little Mermaid) de Blake Harris : Elizabeth

#### Courts métrages
- 2012 : Emily de Michael Bray : Emily
- 2015 : Sexwax de Frederic van Strydonck : Sissi

### Télévision

#### Téléfilm
- 2013 : Le cœur a ses raisons : Le Journal d'une institutrice (When the Heart Calls) de Michael Landon Jr. : Elizabeth Thatcher
- 2018 : Deux jours pour une demande en mariage (Home by Spring) de Dwight H. Little : Loretta

#### Séries télévisées
- 2013 : Downton Abbey : Madeleine Allsopp (épisode 9, saison 4)
- 2014 : Plebs : Cordelia (épisode 7, saison 2)
- 2014 : Inspecteur Barnaby : Summer Haleston (épisode 5, saison 16)
- 2014 : Father Brown : Selina McKinley (1 épisode)
- 2016-2017 : Les Chroniques de Shannara : Amberle Elessedil (13 épisodes)
- 2019: Charmed Reboot : Abigael Jameson-Caine (saison 2 et 3)